# Bataille de Montebello (1859)
Pour les articles homonymes, voir bataille de Montebello.
Campagne d'Italie (1859)
Batailles
- Montebello
- Varèse
- San Fermo
- Palestro
- Turbigo
- Magenta
- Melegnano
- Treponti
- Solferino
- San Martino

La bataille de Montebello s'est tenue près de Montebello en Lombardie le 20 mai 1859 pendant la campagne d'Italie.

## Préambule
La concentration des forces alliées à Alessandria incite Gyulai à penser que l'adversaire va avancer entre le Pô et les Apennins, en tournant son flanc gauche. Le 19 mai, le Ve corps d'armée du Graf Stadion est envoyé pour éclaircir la situation sur la rive droite du Pô, avec une reconnaissance en force. Il forme trois colonnes, et une réserve :
- à gauche, Feld-Marschall-Leutnant Urban avec deux brigades : soit 6 769 fantassins, 225 cavaliers et 16 canons
- au centre, Feld-Marschall-Leutnant Paumgarten avec deux brigades : soit 9 946 fantassins, 227 cavaliers et 20 canons
- à droite, General-Major Prinz von Hessen avec une brigade : soit 5 158 fantassins, 487 cavaliers et 12 canons
- en réserve : General-Major Boer avec deux bataillons et l'artillerie de réserve : soit 1 638 fantassins, 225 cavaliers et 20 canons.

Le 20 mai, la colonne d'Urban avance rapidement le long de la route principale en direction de Voghera, repousse la Guardia Nazionale sarde à Casteggio, puis atteint Montebello à 13 h 30. Il décide d'occuper le village de Genestrello, un kilomètre et demi plus loin, avant de faire une halte. Un peu plus au nord, les deux autres colonnes progressent lentement sur les routes de campagne.

## La bataille
Stadion est étonné d'entendre d'importants coups de feu de Genestrello à 14 h 30. Les forces de tête d'Urban ont soudainement heurté l'infanterie de la division du général Forey. De leur côté, les Français attendaient une attaque autrichienne. Tandis que les cloches de l'église piémontaise sonnent l'alarme, Forey renforce ses avant-postes avec quatre bataillons. Les renforts autrichiens insistent le long de la route et de la ligne ferroviaire, malgré les charges répétées des régiments de cavalerie légère sardes de Novara et Montferrato, forcés de former le carré. L'arrivée du gros des troupes de Forey stabilise la situation. Dans la plaine, la brigade du général Blanchard occupe la ferme fortifiée de Cascina Nuova près d'un ruisseau connu sous le nom de Fossa Grazza, pendant que la brigade du général Beuret s'empare des hauteurs sur la droite des Français. Les troupes de Stadion sont trois fois supérieures en nombre aux troupes françaises, mais la concentration de ces derniers au point décisif devant Montebello donne aux Français une supériorité numérique localement. Ils se déploient de cette façon.
- cinq bataillons à Cascina Nuova contre les deux bataillons de la brigade Braum (3 000 contre 2 000)
- six bataillons à Genestrello contre les trois bataillons de la brigade Schaafsgottsche (3 600 contre 2 400)

De son côté, Hesse est tenu en échec entre Casatisma et Oriolo par le régiment de cavalerie légère Aosta et une paire de bataillons, auxquels il est trois fois supérieur en nombre. À 15 h les Autrichiens perdent Genestrello, forçant les hommes de Braum à reculer. Renforcés par trois bataillons de la brigade Gaal, les hommes de Schaafsgottsche barricadent le village. Forey reprend l'offensive entre 16 h et 17 h avec trois bataillons, soit 6 000 hommes. Blanchard menace Montebello par la plaine, alors que Beuret continue son mouvement tournant sur le flanc droit. Forey a perdu son tranchant numérique, mais les défenseurs de Montebello sont secoués par les combats précédents.
Laissant son cheval, Forey rejoint la ligne de bataille comme un vieux chasseur à pied. Les hauts champs de blé cachent les Jäger autrichiens, et un ennemi frais semble sortir de terre à chaque pas effectué par les Français. Aux extrémités du village, les assaillants font une pause pour recharger, avant d'extraire de force les défenseurs maison par maison. À la longue seul le cimetière est encore aux mains des Autrichiens, crachant du feu comme un volcan. Le général Beuret est abattu, mais ses hommes prennent résolument d'assaut la redoute improvisée. Les seuls Autrichiens restant à Montebello à 18 h 30 sont soit morts soit prisonniers. Forey amène ses canons pour consolider sa position, mais ne lance pas de poursuite.

## Iconographie
- Eugène Bellangé (1837-1895)  La Bataille de Montebello 1859, hst, Sbd, dim; 46 × 53 cm
- Giovanni Fattori (1864-1868),  Bataille de Montebello, hst

## Commémoration
La rue de Montebello à Paris rappelle le souvenir de cette bataille.